# Brauner Bär (Schmetterling)
Der Braune Bär (Arctia caja) ist ein Schmetterling (Nachtfalter) aus der Unterfamilie der Bärenspinner (Arctiinae). Er wurde zum Schmetterling des Jahres 2021 gekürt.

## Merkmale
Die Falter haben eine Spannweite von 45 bis 65 Millimetern. Die Zeichnung der Flügel variiert erheblich: Die Vorderflügel sind braun mit einem weißen großmaschigem Netzmuster und länglichen Flecken, die vom Vorderrand ausgehen. Das weiße Muster kann auch fehlen, oder die Vorderflügel können fast völlig weiß sein. Die Hinterflügel sind zinnoberrot mit großen, schwarzen oder auch schwarz gerandeten blauen Punkten.

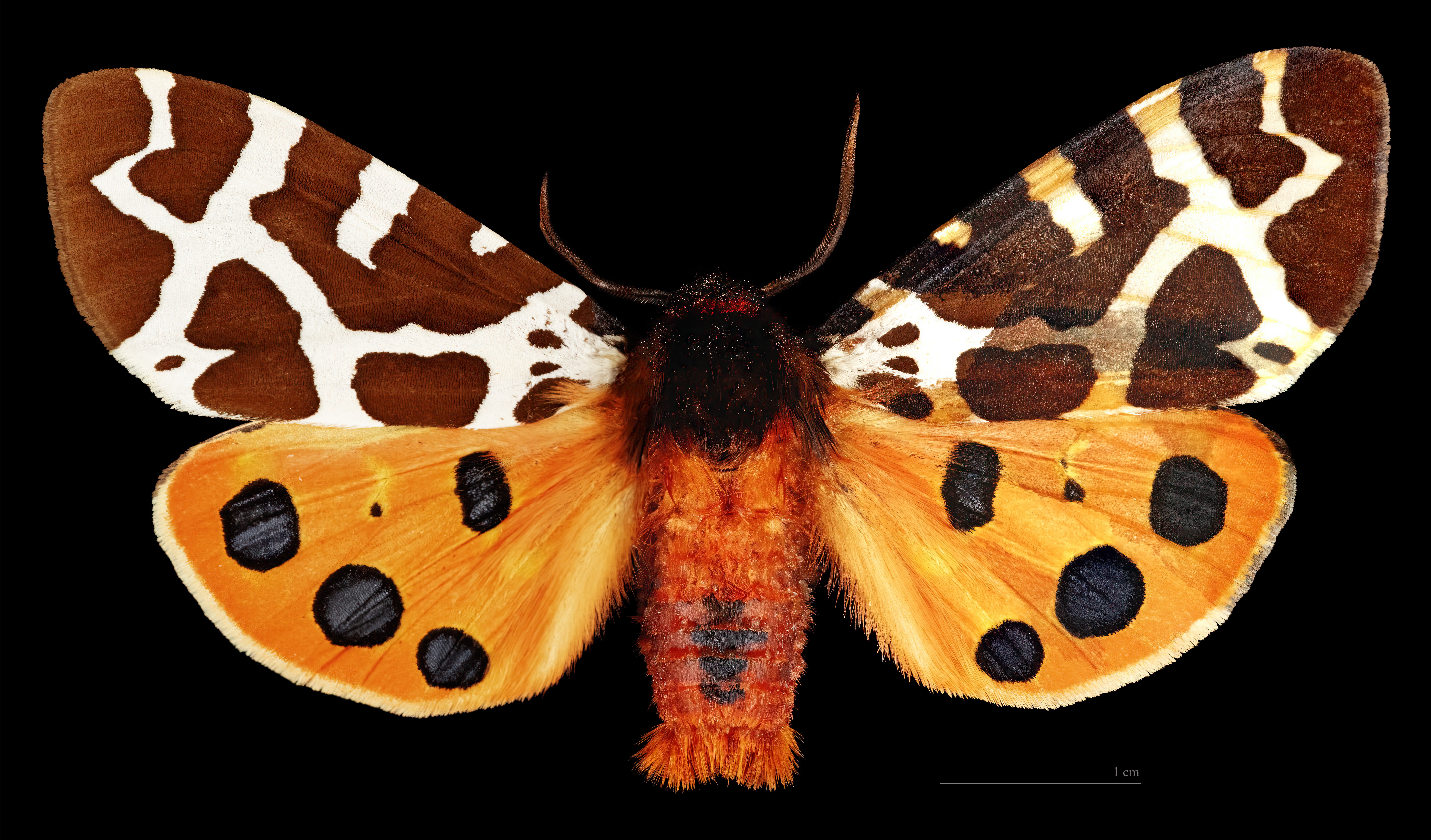
♂
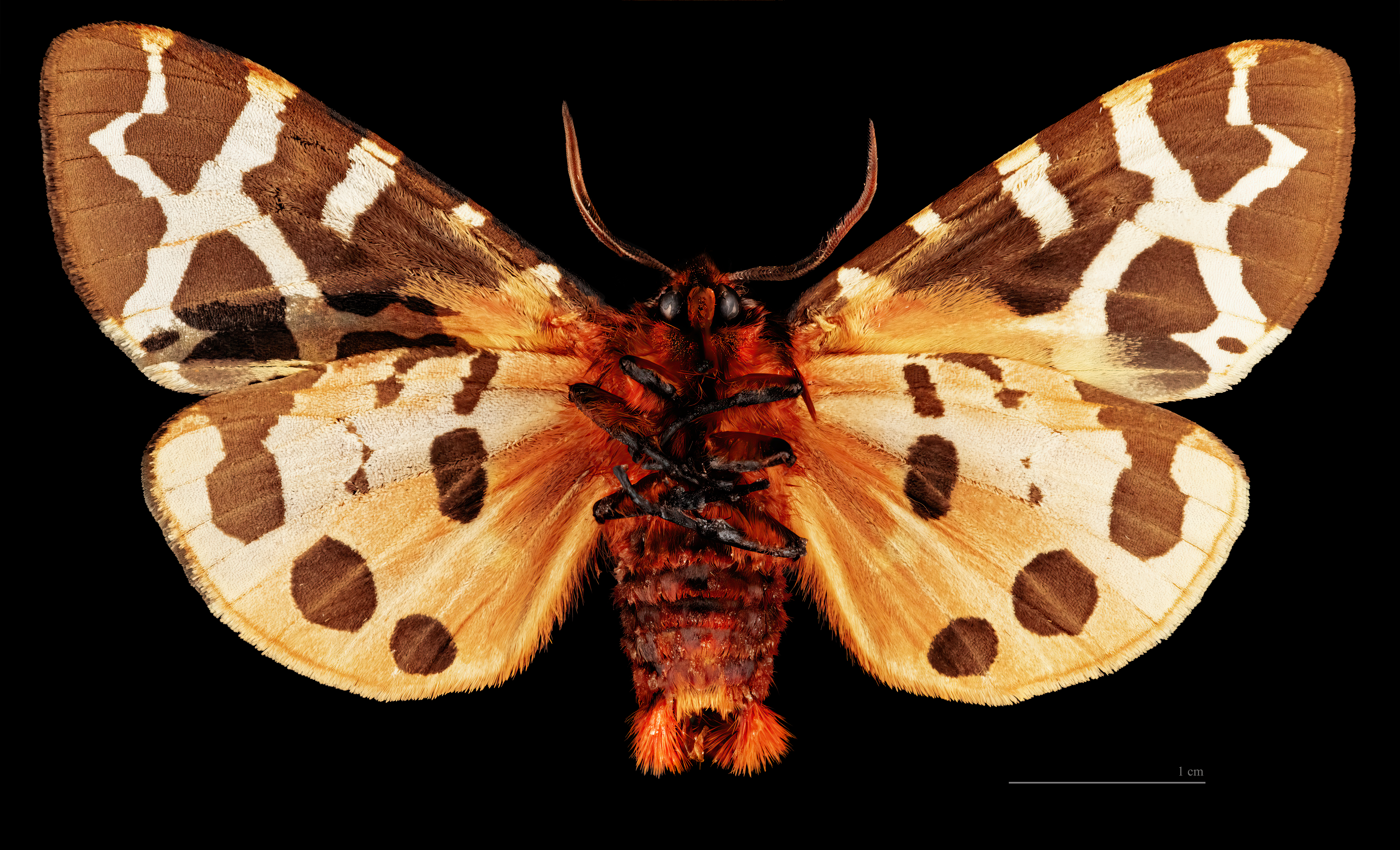
♂ △

Das Ei ist an der Basis abgeflacht und weiß bis grünlich.
Die langhaarige Raupe kann bis zu sechs Zentimeter messen. Sie ist schwarz mit weißen Warzen. Die Haare sind auf dem Rücken schwarzbraun mit grauen Spitzen, an den Seiten und vorne rostrot.

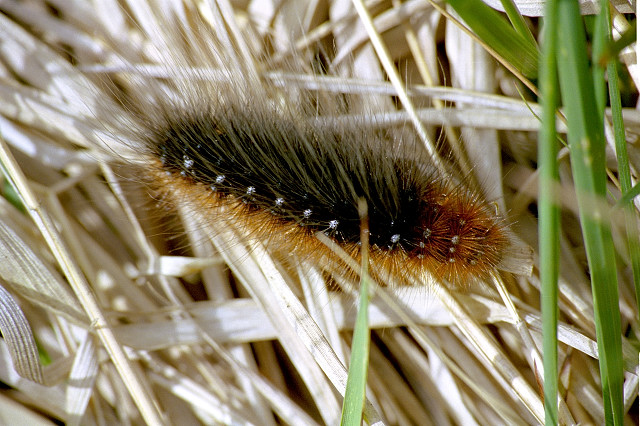
Raupe des Braunen Bären

Die Puppe ist schwarzbraun mit abstehenden Flügelscheiden. Der Kremaster hat Borsten mit kleinen Verdickungen am Ende.

Puppenhülle

## Geographische Verbreitung und Lebensraum
Der Braune Bär ist in ganz Europa bis nach Lappland, in Asien und in Nordamerika verbreitet. Im Gebirge findet man diese Art bis zu einer Höhe von 2.000 Metern. Der Braune Bär kommt in einem breiten Spektrum von Habitaten vor. Es umfasst den gesamten Wald (Außen- und Binnensäume, Wegränder, Schneisen, Lichtungen und feuchte Waldwiesen), aber auch die gebüschreiche offene Landschaft. Stellen, wie extensiv bewirtschaftete Wiesen, Nieder- und Hochmoore, Magerrasen, Dämme, Straßen- und Uferränder sowie aufgelassenes und auch bearbeitetes Kulturland (Parks, Gärten und Ackerbrachen) und Sand- und Kiesgruben.

## Lebensweise

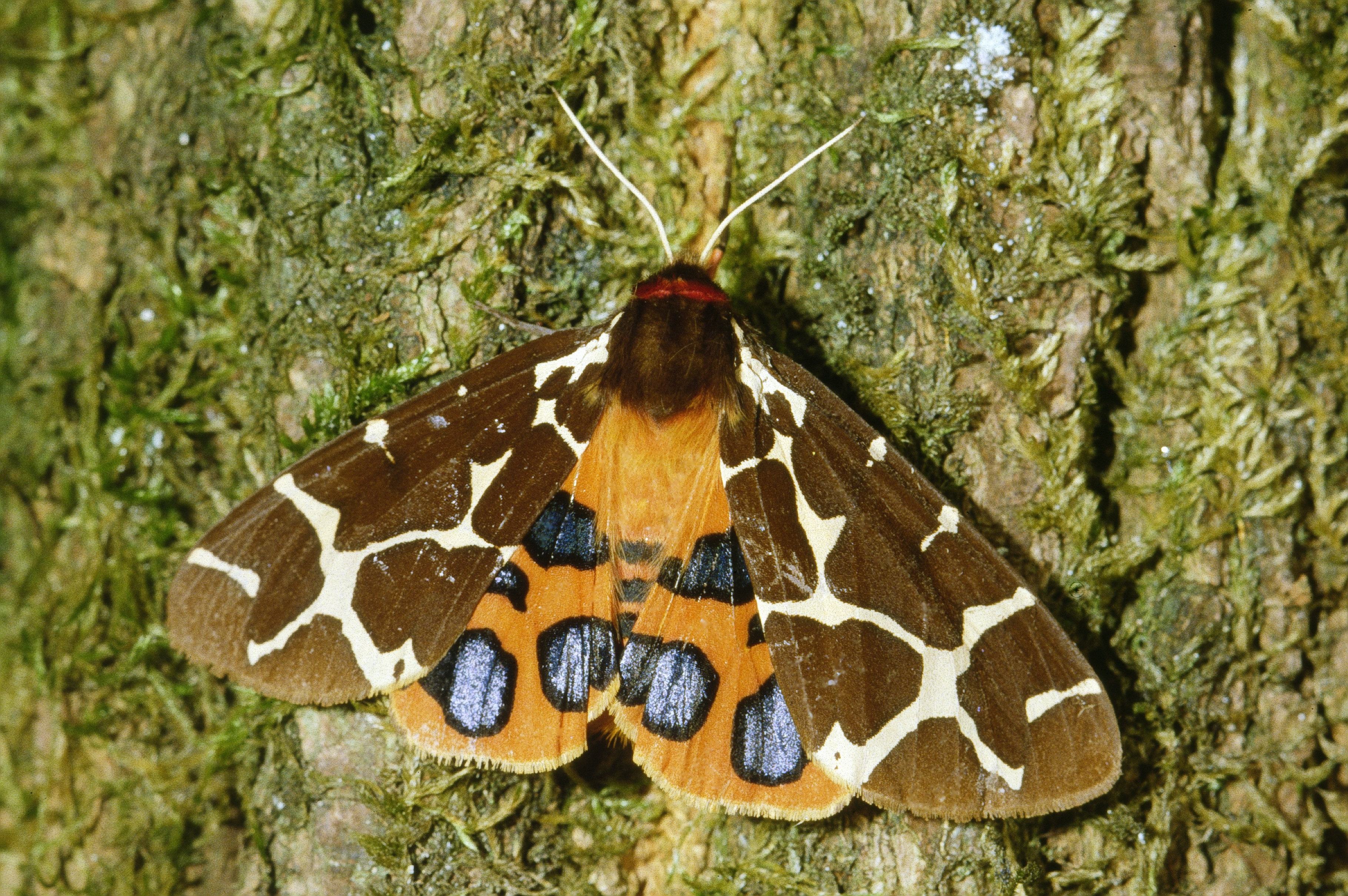
Brauner Bär zeigt seine Hinterflügel

Der Braune Bär bildet nur eine Generation pro Jahr, deren Falter von Juli bis September fliegen.
Aufgrund der nachtaktiven Lebensweise bekommt man die Schmetterlinge selbst selten zu Gesicht, es sei denn an einer Lichtquelle, die sie stets anfliegen. Die auffälligen Farbmuster der Flügel dienen dazu, Fressfeinde vor dem Braunen Bär zu warnen. Dieser besitzt giftige Hämolymphe, deren Wirkung noch nicht ganz geklärt ist. Ideal sind die Farben auch, um Fressfeinden wie der Meise einen Schreck einzujagen: Der braune Bär sitzt so am Stamm, dass der Vogel zunächst nur die braun gefleckte Seite sieht. Wenn er sich nun nähert, zeigt der braune Bär blitzschnell die rote Farbe der Hinterflügel und fliegt davon. So verwirrt er erfolgreich den Vogel.
Die Eiablage erfolgt ab Juli in Form großer bläulichweißer Gelege auf den Blattunterseiten der Wirtspflanzen. Im August schlüpfen dann die Raupen. Die Raupen des Braunen Bären ernähren sich von sehr vielen Kräutern, wie z. B. Wiesen-Sauerampfer (Rumex acetosa), Stumpfblättriger Ampfer (Rumex obtusifolius), Große Brennnessel (Urtica dioica), Mädesüß (Filipendula ulmaria) u.v.a, fressen aber auch an Sträuchern Himbeere (Rubus idaeus), Brombeeren (Rubus fruticosus aggr.), Schneeball (Viburnum), Roter Hartriegel (Cornus sanguinea) und Rote Heckenkirsche (Lonicera xylosteum) u. a. und Bäumen, wie Silberweide (Salix alba), Ohrweide (Salix aurita), Salweide (Salix caprea), Stieleiche (Quercus robur).  Sie stellen sich bei Gefahr tot. Die Raupen überwintern am Boden an geschützten Stellen. Sie verpuppen sich im darauf folgenden Jahr von Juni bis Juli in einem dichten, mit Haaren vermengten Gespinst am Boden zwischen Stängeln. Die Falter schlüpfen von Juli bis August.

## Gefährdung und Schutz
Der Braune Bär ist durch das Bundesnaturschutzgesetz besonders geschützt. Er ist auf der Roten Liste gefährdeter Tierarten der Bundesrepublik Deutschland eine Art der Vorwarnliste. In Baden-Württemberg und im Saarland gilt er als gefährdet (Kategorie 3). In Österreich ist die Art in allen Landesteilen sehr im Rückgang begriffen, wie kaum eine andere Schmetterlingsart. Die Art gilt als hochempfindlicher Bioindikator für naturnahe Biozönosen und als Kulturflüchter.